# Santa Luzia (Vitoria-Gasteiz)
Pour les articles homonymes, voir Santa Luzia.
Santa Luzia en euskara et officiellement ou Santa Lucia en espagnol est un quartier de la ville de Vitoria-Gasteiz en Pays basque dans la province d'Alava (Espagne) situé à l'Est de la ville, construit dans les années 1980, de dimensions pas très vastes mais toutefois avec des bâtiments très importants, certaines de jusqu'à 14 étages dans la rue Errekatxiki. En général presque tous les bâtiments du quartier dépassent les 9-10 étages, le seul quartier de la ville où l'on trouve ces hauteurs. C'est un quartier ouvert, avec beaucoup de places piétonnières et espaces de promenade entre de grands blocs de logements.

## Situation

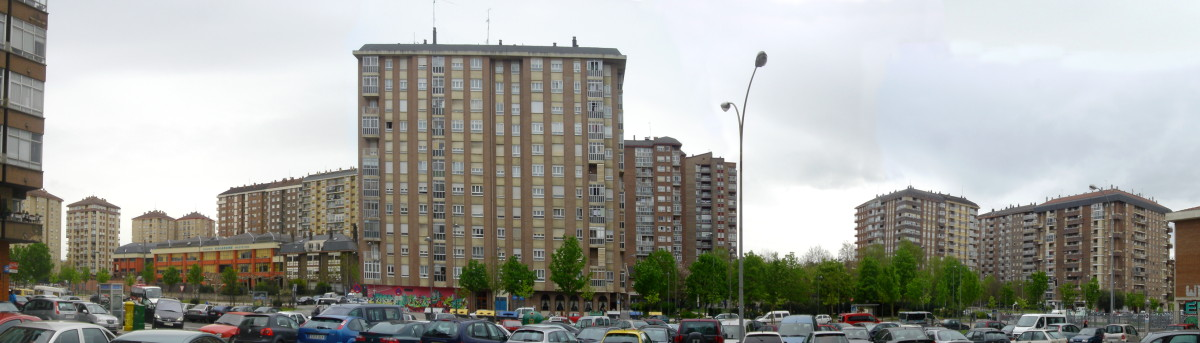
Vue Ouest du quartier de Santa Lucia

Santa Luzia se situe à l'est de Vitoria-Gasteiz. Il se limite au nord avec le quartier d'Arana, à l'ouest avec celui de Judimendi et au sud la voie ferrée, qui le sépare d'Adurtza et de San Kristobal. À l'est on construit un nouveau quartier, appelé Santo Tomás, appartenant au secteur de Salburua.
Il appartient au secteur sud-est avec les quartiers Judimendi, Adurza et de Babesgabeak.
Le quartier est partagé en deux par l'ancienne N-1, qui le traversait, car étant dans le quartier la sortie vers Saint-Sébastien et Pampelune. Toutefois, depuis qu'a commencé à être construit le quartier de Salburua, cette entrée à la ville a été bloquée, cette route se trouvant maintenant dans l'actuel quartier d'Arana.

## Équipements et installations
Il s'agit d'un quartier éminemment résidentiel, bien qu'il existe des locaux commerciaux comme le Mercado de Santa Lucía ou un vidéo-club de grandes tailles, célèbre à Vitoria-Gasteiz, outre deux supermarchés et d'autres établissements.
- Collège de Educación Infantil "Santa Lucía"
- Collège de Educación Infantil "Izarra"
- Collège Público "Ángel Ganivet"
- Collège e Instituto Privado "Escolapios" Calasanz.
- Église Catholique de Santa Lucía
- Église Catholique de l'Esprit Saint.
- Association d'habitants "Erreka Txiki"
- Terrain de Football de Los Astrónomos, où joue la Sociedad Deportiva IruBat Santa Lucía.
- Salle de Basket-ball et piste de Skateboard "Santa Lucía"

Les centres civiques de Judimendi et le futur centre civique de Salburua, se situent aux limites du quartier, mais sont très accessibles tout de même à partir de celui-ci.

## Rues de Santa Lucia
- Jacinto Benavente
- Plaza [Pepe Ubis
- Vicente Aleixandre
- Astrónomos
- Florida
- Fuente de la Salud
- Errekatxiki
- Santa Luzía

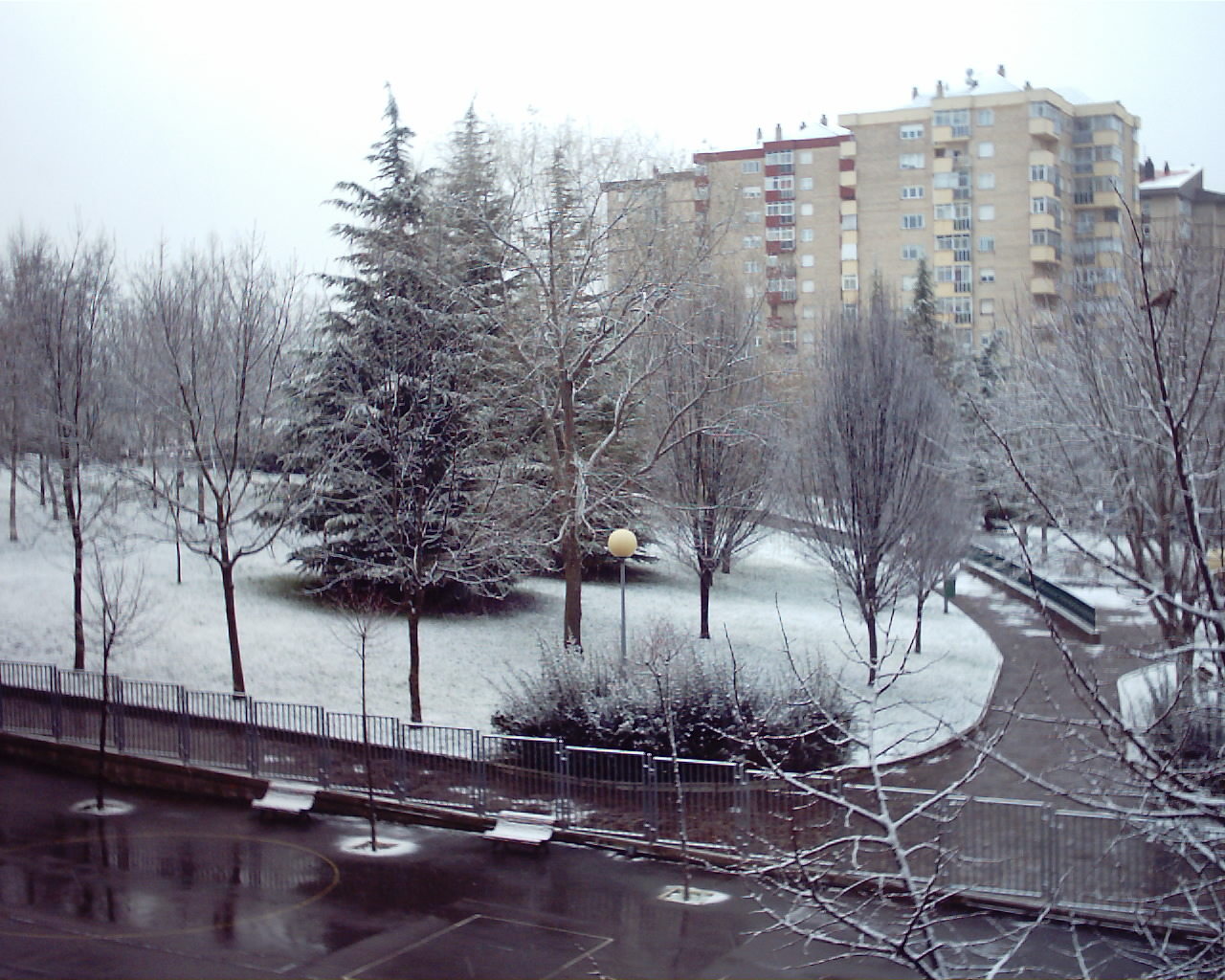
Photo du quartier de Santa Lucia sous une fine couche de neige.

- Federico Baraibar, jusqu'à José Mardones.
- Federico García Lorca
- Polvorín Viejo
- Ricardo Puga

## Transports
| ligne | Nom              | Destination Aller                | Destination Retour         | Arrêt dans le quartier                                   |
| ----- | ---------------- | -------------------------------- | -------------------------- | -------------------------------------------------------- |
|       | Sansomendi-Arana | Sansomendi Calle Antonio Machado | Arana Calle Andalucía      | Polvorín Viejo, Vicente Aleixandre, Astrónomos, Florida. |
|       | Périphérique     | Mendizorrotza (circulaire)       | Pilar (circulaire)         | Jacinto Benavente                                        |
|       | Périphérique     | Pilar (circulaire)               | Mendizorrotza (circulaire) | Jacinto Benavente                                        |

## Autres dates
- Les festivités du quartier ont lieu la première semaine de Juillet.
- El quartier, outre la hauteur de ses bâtiments, une grande partie des façades sont couvertes de graffiti, puisque l'association d'habitants a promu ceci (un des Skatepark des plus connus de la ville est ici), ce pourquoi il est un quartier de référence pour les graffitis ville[2]
- Le  Code Postal  qui correspond au quartier est 01003.
- Le quartier a un trafic fluide, sauf dans la rue Jacinto Benavente, qui est parfois dense, bien qu'on prétende l'alléger avec l'ouverture de nouveaux ponts à Salburua[3] il existe des difficultés de stationnement dans tout le quartier, très coutumiers des doubles files.